# AEON
AEON Co., Ltd. (イオン株式会社 (Ion Chu thức Hội xã) Ion Kabushiki-gaisha), thường viết cách điệu ÆON; là công ty mẹ của AEON Group. Trụ sở công ty đặt tại quận Mihama, thành phố Chiba, Nhật Bản. AEON hiện là nhà bán lẻ lớn nhất châu Á.

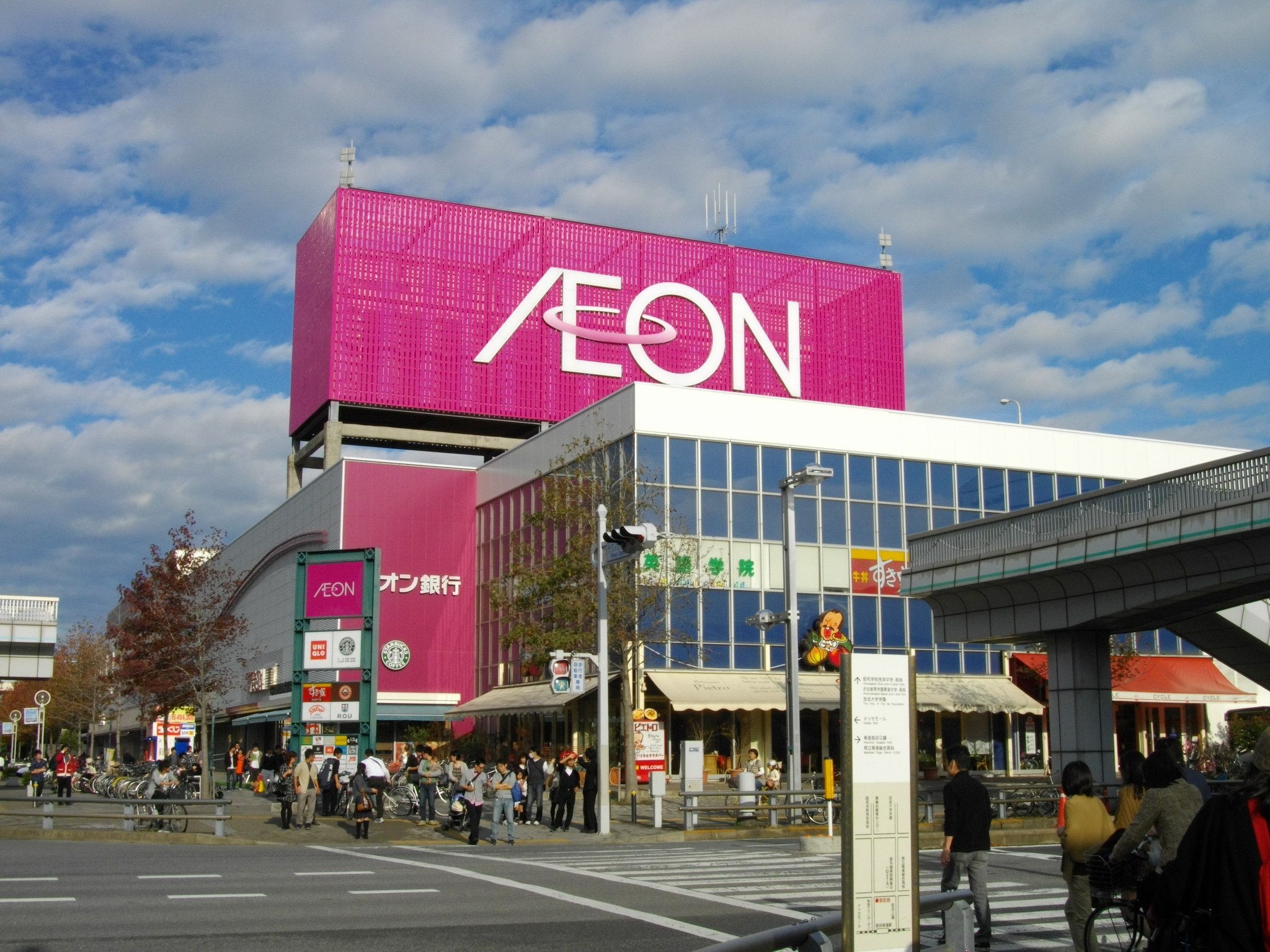
Siêu thị Aeon tại thành phố Chiba

Công ty phụ trách điều hành tất cả các cửa hàng bán lẻ AEON (trước đây gọi là siêu thị JUSCO) trực tiếp tại Nhật Bản. Trong khi đó, AEON CO. (M) BHD điều hành tất cả các Cửa hàng Bán lẻ AEON trực tiếp tại Malaysia.
AEON sở hữu mạng lưới bán lẻ bao gồm khoảng 300 công ty con hợp nhất và 26 công ty liên kết theo phương thức vốn chủ sở hữu - bao gồm cửa hàng tiện lợi Ministop, trung tâm thương mại/trung tâm bách hoá tổng hợp (General Merchandise Store - GMS), siêu thị cỡ vừa và nhỏ (Supermarket - SM) và cửa hàng chuyên doanh (Specialized Store - SS).

## Ý nghĩa tên gọi
Tên ÆON là phiên âm từ tiếng Hy Lạp koine ὁ αἰών (ho aion), xuất phát từ chữ αἰϝών (aiwon). Tên và biểu tượng được sử dụng trong thương hiệu muốn nói lên mong muốn "trường tồn" của công ty.

## Lịch sử
Tiền thân của AEON bắt đầu hoạt động tại thành phố Yokkaichi, tỉnh Mie, Nhật Bản từ thời Edo vào năm 1758 với tên gọi Okada-ya (岡田屋/岡田や; Cương Điền Ốc) do gia tộc Okada (岡田家; Okada-ke) sở hữu. Okada-ya lúc này là một cửa hàng bán lẻ vật liệu và phụ kiện may kimono do Okada Sozaemon (岡田惣左衛門; Cương Điền Tổng Tả Vệ Môn) làm chủ. Năm 1970, Okadaya hợp nhất với Futagi (フタギ) và Shiro (シロ) để thành lập công ty Cổ phần JUSCO (ジャスコ株式会社), viết tắt từ "Japan United Stores Company" do chính nhân viên bỏ phiếu để đặt tên.
Ngày 21 tháng 8 năm 2001, công ty được chính thức đặt tên là công ty Trách nhiệm Hữu Hạn AEON (イオン株式会社).
Ngày 21 tháng 8 năm 2008, công ty tiến hành tái cơ cấu. Công ty TNHH AEON trở thành công ty mẹ dưới dạng một công ty cổ phần thuần túy, trong khi AEON Retail tiếp quản các hoạt động bán lẻ trước đây do Công ty TNHH AEON nắm giữ.
Kể từ ngày 1 tháng 3 năm 2011, tất cả các cửa hàng JUSCO và Saty dưới sự bảo trợ của AEON tại Nhật Bản chính thức đổi tên thành AEON - trong khi tất cả các cửa hàng JUSCO và trung tâm mua sắm tại Malaysia được đổi tên hoàn toàn thành AEON kể từ tháng 3 năm 2012. Tuy nhiên, các cửa hàng JUSCO vẫn hoạt động ở khu vực Trung Quốc đại lục và một số khu vực khác.
Tháng 11 năm 2012, AEON mua lại Carrefour Malaysia với giá €250 triệu euro. Tất cả các đại siêu thị và siêu thị Carrefour hiện tại ở Malaysia sau đó được đổi tên hoàn toàn thành AEON BiG. Việc mua lại Carrefour Malaysia đưa AEON trở thành nhà bán lẻ lớn thứ hai tại Malaysia, kết hợp doanh thu từ các cửa hàng AEON Retail (trước đây gọi là JUSCO) và các cửa hàng Carrefour trước đây. Sau thương vụ này, phó chủ tịch kinh doanh ASEAN của AEON cho biết gã khổng lồ bán lẻ đặt mục tiêu mở 100 cửa hàng trong nước vào năm 2020.
AEON Stores (Hong Kong) Co., Limited được thành lập tại Hồng Kông vào tháng 11 năm 1987, niêm yết trên Sở Giao dịch Chứng khoán Hồng Kông vào tháng 2 năm 1994.

## Tại Việt Nam
AEON chính thức bắt đầu hoạt động tại Việt Nam từ năm 2009.
Ngày 07 tháng 10 năm 2011, Công ty TNHH AEON Việt Nam chính thức thành lập, đầu tư cho các hoạt động về xây dựng, tổ chức, quản lý và kinh doanh các mô hình Trung tâm thương mại, Trung tâm bách hóa tổng hợp và Siêu thị.
| STT | Tên trung tâm            | Địa chỉ                                          | Khai trương |
| --- | ------------------------ | ------------------------------------------------ | ----------- |
| 1   | AEON Tân Phú Celadon     | Sơn Kỳ, Tân Phú Thành phố Hồ Chí Minh            | 11/01/2014  |
| 2   | AEON Bình Dương Canary   | Thuận Giao, Thuận An, Bình Dương                 | 01/11/2014  |
| 3   | AEON Long Biên           | Long Biên, Long Biên, Hà Nội                     | 28/10/2015  |
| 4   | AEON Bình Tân            | Bình Trị Đông B, Bình Tân, Thành phố Hồ Chí Minh | 13/07/2016  |
| 5   | AEON Hà Đông             | Dương Nội, Hà Đông, Hà Nội                       | 05/12/2019  |
| 6   | AEON Hải Phòng           | Kênh Dương, Lê Chân, Hải Phòng                   | 24/12/2020  |
| 7   | AEON The Nine            | Mai Dịch, Cầu Giấy, Hà Nội                       | 12/05/2022  |
| 8   | AEON Bình Dương New City | Phú Mỹ, Thủ Dầu Một, Bình Dương                  | 28/07/2023  |
| 9   | AEON Nguyễn Văn Linh     | Tân Phú, Quận 7, Thành phố Hồ Chí Minh           | 04/04/2024  |
| 10  | AEON Huế                 | An Đông, Huế, Thừa Thiên Huế                     | 16/09/2024  |
| 11  | AEON Tạ Quang Bửu        | Phường 4, Quận 8, Thành phố Hồ Chí Minh          | 26/09/2024  |
| 12  | AEON Tân An              | Phường 6, Thành phố Tân An, Tỉnh Long An,        |             |

Năm 2021, AEON Việt Nam khai trương chuỗi siêu thị tiện lợi vừa và nhỏ mang thương hiệu AEON MaxValu tại Hà Nội và Hưng Yên . Các siêu thị MaxValu có diện tích sàn từ 300 đến 500 m², vị trí đặt gần các khu dân cư đông đúc hoặc dưới các toà chung cư cao tầng.
Đến nay (2023) có 16 siêu thị MaxValu được khai trương và đi vào hoạt động, gồm:
- MaxValu Ecopark (Hưng Yên)
- MaxValu Riverside Garden (Hà Nội)
- MaxValu Hyundai (Hà Nội)
- MaxValu Lotus (Hà Nội)
- MaxValu Thăng Long No.1 (Hà Nội)
- MaxValu Linh Đàm (Hà Nội)
- MaxValu Westbay (Hưng Yên)
- MaxValu Ocean Park (Hà Nội)
- MaxValu Lĩnh Nam (Hà Nội)
- MaxValu Horizon (Hà Nội)
- MaxValu Kosmo (Hà Nội)
- MaxValu Nam Trung Yên (Hà Nội)
- MaxValu The Five (Hà Nội)
- MaxValu La Casta (Hà Nội)
- MaxValu Florence (Hà Nội)
- MaxValu Zen Park (Hà Nội)